# Magé
Magé est une ville brésilienne de l'État de Rio de Janeiro. Sa population était estimée à 271 440 habitants en 2010. La municipalité s'étend sur 386 km2.

## Maires
| Période | Période | Identité    | Étiquette | Qualité |
| ------- | ------- | ----------- | --------- | ------- |
| 2009    | 2012    | Rozan Gomes | PR        |         |